# Майті Буш
Майті Буш (англ. The Mighty Boosh) — британська культова комік-група, що складається з п'яти учасників, головними з яких є Джуліан Берретт та Ноель Філдінг. Розвинулася на основі трьох сценічних шоу і шестисерійного радіосеріалу, з тих пір вона охоплювала загалом 20 телевізійних серій на BBC Three, які транслювалися з 2004 по 2007 рік, і два live туру по Великої Британії, а також два live виступу в США. Дія першого телесеріалу відбувається в зоопарку, яким керує Боб Фоссіл, у другому - в квартирі, а в третьому - в магазині секонд-хенду в Далстоні під назвою Nabootique.
Різні учасники Майті Буш з'являлися в різних комедійних серіалах, включаючи «Натан Барлі», «Табакерка» і «Розкішна комедія Ноеля Філдінга», а постійними співавторами Буш були Річард Айоаді і Метт Беррі. Трупа названа на честь дитячої зачіски Майкла Філдінга.
Слоган: «Come with us now on a journey through time and space… To the world of the Mighty Boosh!»

## Історія
Філдінг вперше познайомився з Берреттом після того, як побачив, як він виконував свою сольну програму стендапу в Hellfire Comedy Club в театрі Wycombe Swan, в Хай-Вікомбі, Бакінгемшир. Незабаром пара виявила, що вони поділяють комічні інтереси, створили комічний дует і «вирішили стати новими Goodies». Після їх першого спільного виступу в барі De Hems в Лондоні в квітні 1998 року Берретт і Філдінг створили своїх персонажів-доглядачів зоопарку — Говард Мун і Вінс Нуар відподвідно. Тут вони також познайомилися з американцем Річем Фулчером, який взяв роль Боб Фоссіл. Друг Філдінга Дейв Браун і брат Філдінга Майкл також стали постійними співавторами.
The Boosh продюсували 3 сценічних шоу — The Mighty Boosh (1998), Arctic Boosh (1999) і Autoboosh (2000) — всі вони пройшли на Edinburgh Fringe.
У червні 2013 року було підтверджено, що група Майті Буш возз'єднається на американському фестивалі Festival Supreme в жовтні 2013 року.

### Акторський склад
- Джуліан Берретт у ролі Говард Мун
- Ноель Філдінг у ролі Вінс Нуар
- Майкл Філдінг у ролі Набу
- Дейв Браун у ролі Болло
- Річ Фулчер у ролі Боб Фоссіл

## Фільм
8 лютого 2012 року, катаючись на санях, Ноель Філдінг сказав, що вони з Берреттом обговорювали плани зняти фільм Майті Буш.

## Фестиваль
5 липня 2008 року Буш провели власний фестиваль у Hoop Farm в Кенті.

## Медія

### Аудіо компакт-диски
| Назва                 | Дата випуску      | Зміст                                         | Бонусний матеріал                            |
| --------------------- | ----------------- | --------------------------------------------- | -------------------------------------------- |
| The Mighty Boosh      | 8 листопада 2004  | Усі 6 серій радіосеріалу Boosh на 3 дисках    | Інтерв’ю з продюсером Денні Уоллесом, виїмки |
| The Mighty Boosh Live | 13 листопада 2006 | Аудіозапис їхнього live шоу в Brixton Academy | N/A                                          |

### Австралійські релізи
- Series One – 11 квітня 2007
- Series Two – 12 квітня 2007
- Series Three – 6 серпня 2008
- Live – 3 грудня 2008
- Special Edition – 6 серпня 2009
- Future Sailors Tour – 10 листопада 2009
- Series One: Episodes 1–3 (Comedy Bites) – 4 березня 2010

### Книги
18 вересня 2008 року видавництво Canongate Books опублікувало книгу The Mighty Book of Boosh, розроблену та укладену Дейвом Брауном та написаним Ноелем Філдінгом, Джуліаном Берреттом, Річем Фулчером, Дейвом Брауном, Річардом Айоаде та Майклом Філдінгом. Книга включає оригінальні історії, кримпси, концепт-арт, кулуарні фотографії, комікси та різні інші речі, у яких представлені старі та нові персонажі Майті Буш. 1 жовтня 2009 року вийшла версія в м’якій обкладинці під назвою The Pocket Book of Boosh.

## Нагороди
Особливо популярний серед послідовників жанрів інді і електронної музики, на яких орієнтується журнал NME, Майті Буш три роки поспіль удостоювався нагороди Shockwaves NME Awards за краще телешоу, хоча нових епізодів за останні два з трьох років не було.
| Рік  | Нагорода                                | Категорія                                                | Номінант                                | Результат |
| ---- | --------------------------------------- | -------------------------------------------------------- | --------------------------------------- | --------- |
| 1998 | Edinburgh Festival Fringe               | Perrier Best Newcomer Award                              | Mighty Boosh                            | Перемога  |
| 1999 | Edinburgh Festival Fringe               | Perrier Comedy Award                                     | Arctic Boosh                            | Номінація |
| 2000 | Melbourne International Comedy Festival | Премія Баррі                                             | Autoboosh                               | Перемога  |
| 2001 | Нагорода Дугласа Адамса                 | Innovative Writing                                       | The Boosh                               | Перемога  |
| 2004 | British Comedy Awards                   | Best New TV Comedy                                       | Сезон 1                                 | Номінація |
| 2004 | Loaded LAFTAS                           | Funniest TV Programme                                    | Сезон 1                                 | Номінація |
| 2005 | RTS Craft & Design Awards               | Costume Design – Entertainment and Non Drama Productions | Джун Невін Сезон 2                      | Номінація |
| 2005 | BAFTA Television Awards                 | Best New Director (Fiction)                              | Пол Кінг Сезон 2                        | Номінація |
| 2008 | Alistair Baldwin Comedy Awards          | Best Stage Show                                          | The Mighty Boosh Live                   | Номінація |
| 2006 | Loaded LAFTAS                           | Funniest TV Programme                                    | Сезон 2                                 | Номінація |
| 2006 | Loaded LAFTAS                           | Funniest Double Act                                      | Джуліан Беррет та Ноель Філдінг Сезон 2 | Номінація |
| 2006 | Loaded LAFTAS                           | Funniest DVD                                             | Сезон 2                                 | Номінація |
| 2007 | Chortle Awards                          | Best Full-Length Solo Show                               | The Mighty Boosh Live                   | Перемога  |
| 2007 | Loaded LAFTAS                           | Funniest TV Programme                                    | Сезон 3                                 | Перемога  |
| 2007 | Loaded LAFTAS                           | Funniest Double Act                                      | Джуліан Беррет та Ноель Філдінг Сезон 3 | Номінація |
| 2007 | NME Awards                              | Best TV Show                                             | Сезон 3                                 | Перемога  |
| 2008 | NME Awards                              | Best TV Show                                             | Сезон 3                                 | Перемога  |
| 2008 | RTS Programme Awards                    | Situation Comedy and Comedy Drama                        | Сезон 3                                 | Перемога  |
| 2009 | NME Awards                              | Best TV Show                                             | Сезон 3                                 | Перемога  |
| 2010 | NME Awards                              | Best DVD                                                 | Future Sailors                          | Перемога  |